# الکس وودز (بازیکن فوتبال)
الکس وودز (انگلیسی: Alex Woods؛ زادهٔ ۷ اکتبر ۱۹۸۲) بازیکن فوتبال اهل ایالات متحده آمریکا است.
از باشگاه‌هایی که در آن بازی کرده‌است می‌توان به هیوستون دینامو و اف‌سی دالاس اشاره کرد.